# Rzym (serial telewizyjny)
Rzym (ang. Rome) – historyczny serial telewizyjny wyprodukowany przez telewizje BBC oraz HBO. Wyemitowany w 2005 pierwsza seria składa się z 12 pięćdziesięciominutowych odcinków. Emisja drugiej, 10-odcinkowej serii rozpoczęła się w USA 14 stycznia 2007. Początkowo twórcy planowali realizację pięciu serii. Pierwszą zrealizowano w zakładanej początkowo formie, druga miała kończyć się śmiercią Brutusa, trzecia i czwarta obejmować wojnę w Egipcie, piąta pojawienie się w Palestynie proroka (mesjasza). Jednak stacja HBO zażyczyła sobie realizację jedynie dwóch serii, ostatecznie trzeci i czwarty wątek włączono do drugiej serii, a z piątej w ogóle zrezygnowano.
Akcja serialu rozgrywa się u schyłku Republiki rzymskiej i początku Cesarstwa Rzymskiego (koniec wojny w Galii, dojście Cezara do władzy oraz jego rządy, przejęcie po nim schedy przez Oktawiana Augusta). Głównymi bohaterami są Lucjusz Vorenus i Tytus Pullo (postacie wspomniane w O wojnie galijskiej Juliusza Cezara). Autorzy serialu skupili się na pokazaniu życia w ówczesnym Rzymie, zwyczajach i mentalności mieszkańców. Wydarzenia ogólnopolityczne pokazane są dość skrótowo, przez pryzmat bohaterów. Akcja dotyczy głównie losów dwóch rodzin oraz osób z tymi rodzinami związanych.

## Ekipa
- Produkcja: Robert Papazia, Marco Valerio Pugini
- Reżyseria: Allen Coulter, Michael Apted, Mikael Salomon, Alan Taylor, Jeremy Podeswa, Timothy Van Patten, Alan Poul, Julian Farino
- Scenariusz: William J. MacDonald, Alexandra Cunningham, John Milius, David Frankel, Bruno Heller, Adrian Hodges
- Zdjęcia: Marco Pontecorvo, Alik Sakharov
- Muzyka: Jeff Beal
- Scenografia: Joseph Bennett
- Kostiumy: April Ferry

## Obsada
- Kevin McKidd jako Lucjusz Worenus – centurion 13. legionu
- Ray Stevenson jako Tytus Pullo – legionista, przyjaciel Lucjusza Worenusa
- Ciarán Hinds jako Juliusz Cezar
- James Purefoy jako Marek Antoniusz
- Max Pirkis / Simon Woods jako Oktawian August – syn Atii
- Polly Walker jako Atia z Juliuszów – siostrzenica Cezara, matka Oktawiana i Oktawii, postać luźno wzorowana na Atii Starszej
- Lindsay Duncan jako Serwilia – matka Brutusa, postać luźno wzorowana na Serwilii
- Kerry Condon jako Oktawia – córka Atii
- David Bamber jako Marek Tulliusz Cycero – senator
- Tobias Menzies jako Marek Juniusz Brutus – syn Serwilli
- Kenneth Cranham jako Pompejusz Wielki
- Nicholas Woodeson jako Posca – niewolnik i doradca Cezara, później doradca Marka Antoniusza, postać fikcyjna
- Indira Varma jako Niobe – żona Lucjusza Worenusa, postać fikcyjna
- Lee Boardman jako Tymon – służący Atii, postać fikcyjna
- Chiara Mastalii jako Eirene – niewolnica, żona Tytusa Pullo
- Karl Johnson jako Porcjusz Kato – senator
- Allen Leech jako Marek Agrypa – doradca Oktawiana
- Alex Wyndham jako Mecenas – doradca Oktawiana
- Lyndsey Marshal jako Kleopatra
- Ronan Vibert jako Lepidus
- Alice Henley jako Liwia – żona Oktawiana
- Rick Warden jako Kwintus Pompejusz – syn Pompejusza, postać fikcyjna
- Scott Chisolm jako Ptolemeusz
- Nicolò Brecci / Max Baldry jako Cezarion
- Paul Jesson jako Scypion
- Guy Henry jako Kasjusz
- Coral Amiga jako Worena Starsza – córka Lucjusza Worenusa i Niobe, postać fikcyjna
- Deborah Moore jako Alfidia – matka Liwii
- Haydn Gwynne jako Kalpurnia – żona Cezara
- Esther Hall jako Lidia – siostra Niobe, postać fikcyjna
- Rene Zagger jako Herod
- Ian McNeice jako herold – postać fikcyjna
- Lorcan Cranitch jako Erastes – postać fikcyjna

## Odcinki

### Seria I
| Lp | Tytuł                                     | Tłumaczenie tytułu               | Premiera w USA       | Emisja w HBO Polska | Emisja w TVP piątek wersja ocenzurowana (TVP1) sobota wersja normalna (TVP2) |
| -- | ----------------------------------------- | -------------------------------- | -------------------- | ------------------- | ---------------------------------------------------------------------------- |
| 1  | The Stolen Eagle                          | Ukradziony orzeł                 | 28 sierpnia 2005     | 3 marca 2006        | 5/6 września 2008                                                            |
| 2  | How Titus Pullo Brought Down the Republic | Jak Tytus Pullo obalił republikę | 4 września 2005      | 3 marca 2006        | 12/13 września 2008                                                          |
| 3  | An Owl In a Thornbush                     | Sowa w ciernistym krzewie        | 11 września 2005     | 10 marca 2006       | 19/20 września 2008                                                          |
| 4  | Stealing From Saturn                      | Okradając Saturna                | 18 września 2005     | 17 marca 2006       | 26/27 września 2008                                                          |
| 5  | The Ram Has Touched The Wall              | Taran dotknął ściany             | 25 września 2005     | 24 marca 2006       | 3/4 października 2008                                                        |
| 6  | Egeria                                    | Egeria                           | 2 października 2005  | 31 marca 2006       | 10/11 października 2008                                                      |
| 7  | Pharsalus                                 | Farsala                          | 9 października 2005  | 7 kwietnia 2006     | 17/18 października 2008                                                      |
| 8  | Caesarion                                 | Cezarion                         | 16 października 2005 | 14 kwietnia 2006    | 24/25 października                                                           |
| 9  | Utica                                     | Utica                            | 30 października 2005 | 21 kwietnia 2006    | 31 października/2 listopada 2008                                             |
| 10 | Triumph                                   | Triumf                           | 6 listopada 2005     | 28 kwietnia 2006    | 7/8 listopada 2008                                                           |
| 11 | The Spoils                                | Łupy                             | 13 listopada 2005    | 5 maja 2006         | 14/15 listopada 2008                                                         |
| 12 | Kalends of February                       | Kalendy lutowe                   | 20 listopada 2005    | 12 maja 2006        | 21/22 listopada 2008                                                         |

### Seria II
| Lp | Tytuł                                          | Tłumaczenie tytułu                          | Premiera w USA   | Emisja w HBO Polska  | Emisja w TVP niedziela wersja normalna (TVP2) poniedziałek wersja ocenzurowana (TVP1) |
| -- | ---------------------------------------------- | ------------------------------------------- | ---------------- | -------------------- | ------------------------------------------------------------------------------------- |
| 1  | Passover                                       | Przepust                                    | 14 stycznia 2007 | 19 sierpnia 2007     | 4/5 października 2009                                                                 |
| 2  | Son of Hades                                   | Syn Hadesa                                  | 21 stycznia 2007 | 26 sierpnia 2007     | 11/12 października 2009                                                               |
| 3  | These Being the Words of Marcus Tullius Cicero | To są słowa Marka Tulliusza Cycerona        | 28 stycznia 2007 | 2 września 2007      | 18/19 października 2009                                                               |
| 4  | Testudo et Lepus (The Tortoise and the Hare)   | Żółw i zając                                | 4 lutego 2007    | 9 września 2007      | 25/26 października 2009                                                               |
| 5  | Heroes of the Republic                         | Bohaterowie republiki                       | 11 lutego 2007   | 16 września 2007     | 1/2 listopada 2009                                                                    |
| 6  | Philippi                                       | Filippi                                     | 18 lutego 2007   | 23 września 2007     | 8/9 listopada 2009                                                                    |
| 7  | Death Mask                                     | Maska pośmiertna                            | 4 marca 2007     | 30 września 2007     | 15/16 listopada 2009                                                                  |
| 8  | A Necessary Fiction                            | Nieunikniona fikcja                         | 11 marca 2007    | 7 października 2007  | 22/23 listopada 2009                                                                  |
| 9  | Deus Impeditio Esuritori Nullus                | Żaden bóg nie powstrzyma głodnego człowieka | 18 marca 2007    | 14 października 2007 | 29/30 listopada 2009                                                                  |
| 10 | De Patre Vostro                                | O twoim ojcu                                | 25 marca 2007    | 21 października 2007 | 6/7 grudnia 2009                                                                      |

## Nagrody
Emmy
- 2007
  - Emmy – Najlepsza scenografia w serialu kręconym przy użyciu jednej kamery  Anthony Pratt, Carlo Serafin, Christina Onori, Joseph Bennett – za odcinek „Heroes of the Republic, Philippi, Deus Impeditio Esuritori Nullus”
  - Emmy – Najlepsze fryzury w serialu  – Aldo Signoretti, Stefano Ceccarelli, Claudia Catini i Michele Vigliotta za odcinek „De Patre Vostro (About Your Father)”
  - Emmy – Najlepsze zdjęcia w serialu kręconym przy użyciu jednej kamery  Alik Sakharov – za odcinek „Passover”

- 2006
  - Emmy – Najlepsza scenografia w serialu kręconym przy użyciu jednej kamery  Christina Onori, Domenico Sica, Joseph Bennett – za odcinek „Caesarion, Triumph, Kalends Of February”
  - Emmy – Najlepsze efekty specjalne w serialu  – Barrie Hemsley, James Madigan, Joe Pavlo, Duncan Kinnaird, Daniel Pettipher, Michele Sciolette, Charles Darby, Clare Herbert i Anna Panton za odcinek „The Stolen Eagle”
  - Emmy – Najlepsze fryzury w serialu  – Aldo Signoretti, Ferdinando Merolla, Stefano Ceccarelli i Gaetano Panico za odcinek „Stealing From Saturn”
  - Emmy – Najlepsze kostiumy w serialu  April Ferry, Augusto Grassi – za odcinek „Triumph”

Amerykańska Gildia Kostiumologów
- 2007
  - CDG – Najlepsze kostiumy w serialu kostiumowym lub fantasy  April Ferry
- 2006
  - CDG – Najlepsze kostiumy w serialu kostiumowym lub fantasy  April Ferry

Amerykańska Gildia Reżyserów Filmowych
- 2006
  - DGA – Najlepsze osiągnięcie reżyserskie w serialu dramatycznym wyświetlanym wieczorem  Michael Apted – za odcinek „The Stolen Eagle”

Amerykańska Gildia Scenografów
- 2006
  - ADG – Najlepsza scenografia w odcinku serialu kręconego przy użyciu jednej kamery  Carlo Serafin, Domenico Sica, Dominic Hyman, Joseph Bennett – za pierwszy odcinek

IFTA
- 2007
  - IFTA – Najlepszy aktor w telewizji  Ciarán Hinds[2]